# Salvador Ortiga Torres
Salvador Ortiga Torres (Barcelona, 1911 - A Guarda, 24 de març de 1939) fou un artista català. Va treballar com a pintor, dibuixant, així com a decorador, publicista, cartellista i dissenyador gràfic. El 1931 rebé la medalla de plata del concurs de paisatge Josep Masriera.

## Vida
Fill de Salvador Ortiga i María Torres, ben aviat es va interessar per les avantguardes. Un dels seus grans projectes fou mostrar la seva obra a les classes treballadores i als camperols. Va treballar als Estudis Orphea col·laborant en la realització de decorats cinematogràfics, juntament amb Ramon Martí, Àngel Gimeno i Gil i Antoni Clavé. Va morir solter als 28 anys de tuberculosi, el 24 de març de 1939 al camp de concentració de Camposancos, al municipi d'A Guarda, Pontevedra, que estava sota control de l'exèrcit franquista.

## Obra
Al Museu Nacional d'Art de Catalunya es conserva una obra seva, titulada 3 escultors que presenta ADLAN, de 1935, que va ingressar al museu mitjançant una donació de Dolors Olivé Regàs, vídua de Ramon Marinel·lo, el 2007. Comparteix en aquest museu una sala dedicada a les avantguardes catalanes amb obres d'Antoni Clavé i Lamolla.
El Museu de Belles Arts d'Astúries posseeix dues obres del pintor. A la Reial Acadèmia de Belles Arts de Sant Jordi es conserva la seva obra Vista del puerto de Barcelona desde la Porta de la Pau